# امانوئل در سوهو
امانوئل در سوهو (انگلیسی: Emmanuelle in Soho) یک فیلم سکسی-کمدی بریتانیایی به کارگردانی دیوید هیوز و تهیه کنندگی دیوید سالیوان است که در سال ۱۹۸۱ منتشر شد.
فیلم دربارهٔ یک زن چینی-بریتانیایی به نام «کیت بنسون» و همسر عکاسش «پل» است که با یک دختر استریپر مبتلا به بیش‌فعالی جنسی به‌نام «امانوئل» هم‌خانه می‌شوند. این دو زن، هنگام جستجو برای کار، با مردی هرزه و بی‌وجدان به نام «بیل آندرسون» برمی‌خورند و ماجراهایی به‌وقوع می‌پیوندد. از این فیلم، نسخه‌های متفاوتی موجود است. به‌عنوان مثال نسخهٔ اکران شده در هنگ کنگ که حاوی پورنوگرافی هاردکور بود، سه سال بر پرده ماند. نسخهٔ آمریکایی فیلم، حاوی صحنه‌های مستند ۶ دقیقه‌ای از صنعت سکس در ناحیهٔ سوهو (لندن) است.